# 시스템 신경과학
시스템 신경과학은 신경과학과 시스템 생물학의 하위 분야로 신경 회로와 신경 시스템의 구조와 기능을 연구하는 학문 분야이다. 시스템 신경과학은 신경 세포가 서로 연결되어 신경 경로, 신경 회로, 그리고 더 큰 단위인 뇌 네트워크를 형성할 때 신경세포의 활동을 연구하는 다양한 분야를 포괄한다. 신경과학자들은 어떻게 다양한 신경 회로가 감각 정보를 분석하고, 외부 세계를 인식해서 결정을 내리고, 행동으로 실행하는지 연구한다. 시스템 신경과학 연구자들은 뇌 구조와 기능을 이해하기 위해 분자와 세포 간의 관계를 통한 접근뿐만 아니라, 언어, 기억, 자기 인식과 ( 행동신경과학과 인지신경과학의 범주인) 같은 높은 수준의 정신 기능에 대한 연구에도 관심을 갖고 있다. 시스템 신경과학자들은 신경세포의 네트워크를 이해하기 위해 일반적으로 전기생리학적인 기술들을 이용하는데, 개별 신경세포 기록 (single-unit recording), 다중 전극 기록 (multi-electrode recording), 기능적 자기 공명 영상 (fMRI) 및 PET 스캔이 이에 해당된다. 이 용어는 일반적으로 교육계에서 사용된다: 대학원 신경과학 과정의 일반적인 순서는 첫 학기에는 세포/분자 신경과학, 두 번째 학기에는 시스템 신경과학으로 구성된다. 또한 대학의 신경과학 학과 내에서 하위 부서를 구별하기 위해 사용되기도 한다.

## 같이 보기
시스템 예시
- Ascending reticular activating system
- Auditory system
- Gustatory system
- Motor system
- Olfactory system
- Reward system
- Sensory system
- Somatosensory system
- Visual system

관련 개념
- Sensory neuroscience
- Neural oscillation
- Neural correlates of consciousness
- Neural substrate

## 참고자료
- Bear, MFet al. Eds. (1995). Neuroscience: Exploring The Brain. BaISBN 0-7817-3944-6ltimore, Maryland, Williams and Wilkins.  ISBN 0-7817-3944-6
- Hemmen JL, Sejnowski TJ(2006). 23 Problems in Systems Neuroscience.  Oxford University Press.  ISBN 0-19-514822-3
- Eryomin AL (2022) Biophysics of Evolution of Intellectual Systems. Biophysics, Vol. 67, No. 2, pp. 320–326. doi:10.1134/S0006350922020051: